# 加茲尼河副鰍
加茲尼河副鰍（學名：Paracobitis ghazniensis），為輻鰭魚綱鯉形目條鰍科副鰍屬的其中一種。分布於亞洲阿富汗赫爾曼河及加茲尼河流域，棲息在河川底層水域，生活習性不明。

## 扩展阅读
維基物種上的相關：加茲尼河副鰍